# リジー・キャプラン
エリザベス・アン・“リジー”・キャプラン（Elizabeth Anne "Lizzy" Caplan, 1982年6月30日 - ）は、アメリカ合衆国の女優である。

## 生い立ち
カリフォルニア州ロサンゼルスで生まれ育つ。改革派ユダヤ教の家庭である。アレクサンダー・ハミルトン高校に通い、当初はピアノの演奏をしていたが、後に演劇に転向した 2000年に卒業した。

## キャリア
1999年に『フリークス学園』でジェイソン・シーゲル演じるキャラクターの彼女のサラ役でテレビ俳優としてのキャリアが始まる。

## 私生活
2006年からマシュー・ペリーと交際していたが、2012年に破局している。2015年に撮影中のロンドンで出会った俳優のトム・ライリーと2017年に結婚。
女優のビジー・フィリップスと脚本家のマーク・シルヴァースタインの娘であるバーディ・リー・シルヴァースタインの名付け親である。

## フィルモグラフィ

### 映画
| 年   | 日本語題 原題                                                  | 役名                     | 備考           |
| ---- | -------------------------------------------------------------- | ------------------------ | -------------- |
| 2002 | オレンジカウンティ Orange County                               | パーティの客             |                |
| 2004 | ミーン・ガールズ Mean Girls                                    | ジャニス・イアン         |                |
| 2008 | クローバーフィールド/HAKAISHA Cloverfield                      | マリーナ・ダイアモンド   |                |
| 2008 | 2日間で上手に彼女にナル方法 My Best Friend's Girl              | アミ                     |                |
| 2009 | 正義のゆくえ I.C.E.特別捜査官 Crossing Over                    | マーラ                   |                |
| 2010 | トゥルー・リベンジ The Last Rites of Ransom Pride              | ジュリエット・フラワーズ |                |
| 2010 | オフロでGO!!!!! タイムマシンはジェット式 Hot Tub Time Machine  | エイプリル・ドレナン     |                |
| 2010 | 127時間 127 Hours                                              | ソニア・ラルストン       |                |
| 2012 | バチェロレッテ あの子が結婚するなんて! Bachelorette            | ジーナ                   |                |
| 2012 | アイテム47 Marvel One-Shot: Item 47                            | クレア                   | 短編ビデオ映画 |
| 2014 | ザ・インタビュー The Interview                                 | レイシー                 |                |
| 2015 | ナイト・ビフォア 俺たちのメリーハングオーバー The Night Before | ダイアナ                 |                |
| 2016 | グランド・イリュージョン 見破られたトリック Now You See Me 2   | ルーラ                   |                |
| 2016 | マリアンヌ Allied                                              | ブリジット・ヴァタン     |                |
| 2017 | ディザスター・アーティスト The Disaster Artist                 | 本人役                   | カメオ出演     |
| 2018 | エクスティンクション 地球奪還 Extinction                       | アリス                   |                |

### テレビシリーズ
| 年        | 日本語題 原題                                 | 役名                     | 備考                                    |
| --------- | --------------------------------------------- | ------------------------ | --------------------------------------- |
| 1999-2000 | フリークス学園 Freaks and Geeks               | サラ                     | 計4話出演                               |
| 2001-2003 | ヤング・スーパーマン Smallville               | ティナ・グリア           | 計2話出演                               |
| 2005      | トゥルー・コーリング Tru Calling              | エイブリー・ビショップ   | 計4話出演                               |
| 2006-2009 | アメリカン・ダッド American Dad!              | デビー                   | 計4話、声の出演                         |
| 2008      | トゥルーブラッド True Blood                   | エイミー・バーリー       | 計6話出演                               |
| 2010-2011 | チルドレンズホスピタル Childrens Hospital     | ハーモニー               | 第2シーズン第10話「Show Me on Montana」 |
| 2010-2011 | チルドレンズホスピタル Childrens Hospital     | ケイシー・クレイン       | 第3シーズン第13話「Party Down」         |
| 2012      | New Girl / ダサかわ女子と三銃士 New Girl      | ジュリア                 | 計4話出演                               |
| 2013-2016 | マスターズ・オブ・セックス Masters of Sex     | ヴァージニア・ジョンソン | メインキャスト 兼製作                   |
| 2018      | Uボート ザ・シリーズ 深海の狼 Das Boot        | カーラ・モンロー         | 計8話出演                               |
| 2019      | キャッスルロック Castle Rock                  | アニー・ウィルクス       | メインキャスト（シーズン2）             |
| 2019-     | 真相 - Truth Be Told Truth Be Told            | レイニー、ジェシー       | メインキャスト                          |
| 2022      | バツイチ男の大ピンチ! Fleishman Is in Trouble | リビー                   | メイン                                  |